# (13405) Dorisbillings
(13405) Dorisbillings (1999 ST1) – planetoida z grupy pasa głównego asteroid okrążająca Słońce w ciągu 3,48 lat w średniej odległości 2,29 j.a. Odkryta 21 września 1999 roku.